# Mandeladagen
Mandeladagen är en temadag som firas på Nelson Mandelas födelsedag, 18 juli. Den utsågs formellt av FN:s generalförsamling i november 2009. Dagen är avsedd att hedra honom och hans gärning genom välgörenhetsarbete. Kampanjens budskap är att Mandela har arbetat 67 år för social rättvisa och de uppmanar folk att ägna sig åt välgörenhet i 67 minuter.
Mandela Day är även en sång av Simple Minds, som släpptes 1989, till Nelson Mandela 70th Birthday Tribute som hölls på Nelson Mandelas 70-årsdag.